# Nawapur
Nawapur (o Navapur) è una città dell'India di 29.887 abitanti, situata nel distretto di Nandurbar, nello stato federato del Maharashtra. In base al numero di abitanti la città rientra nella classe III (da 20.000 a 49.999 persone).

## Geografia fisica
La città è situata a 21° 8' 60 N e 73° 47' 60 E e ha un'altitudine di 126 m s.l.m..

## Società

### Evoluzione demografica
Al censimento del 2001 la popolazione di Nawapur assommava a 29.887 persone, delle quali 15.384 maschi e 14.503 femmine. I bambini di età inferiore o uguale ai sei anni assommavano a 4.218, dei quali 2.189 maschi e 2.029 femmine. Infine, coloro che erano in grado di saper almeno leggere e scrivere erano 20.085, dei quali 11.151 maschi e 8.934 femmine.